# Ancistrocarpus comperei
Ancistrocarpus comperei är en malvaväxtart som beskrevs av Rudolf Wilczek. Ancistrocarpus comperei ingår i släktet Ancistrocarpus och familjen malvaväxter. Inga underarter finns listade i Catalogue of Life.